# Claude Abbes
Claude Abbes (24. maj 1927 – 11. april 2008) var en fransk fodboldspiller, der spillede som målmand. Han var på klubplan tilknyttet AS Béziers og Saint-Étienne, og spillede desuden ni kampe for det franske landshold. Han var med på det franske hold til både VM i 1954 og VM i 1958.

## Titler
Ligue 1
- 1957 med Saint-Étienne

Coupe de France
- 1962 med Saint-Étienne